# مايكل ريدغريف
السير مايكل سكودامور ريدغريف حائز على رتبة القائد من رتبة الإمبراطورية البريطانية (20 مارس 1908 -21 مارس 1985) هو ممثل سينمائي ومسرحي، ومخرج، ومدير، ومؤلف إنجليزي. حصل على ترشيح لجائزة الأوسكار لأفضل ممثل عن أدائه في فيلم مورنينغ بيكمس إلكترا عام 1947، بالإضافة إلى جائزتي بافتا لأفضل ممثل في دور رئيسي في الفيلمين ذا نايت ماي نمبر كِم آب عام 1955، وتايم ويذ أوت بيتي عام 1957.
فاز بجائزة أفضل ممثل في مهرجان كان السينمائي عن أدائه في ذا براونينغ فيرجن عام 1951.

## الشباب والتعليم
وُلِد ريدغريف في بريستول، غلوسترشير، إنجلترا، ابن ممثل الفيلم الصامت روي ريدغريف والممثلة مارغريت سكودامور. لم يعرف والده قط، الذي غادر عندما كان عمره ست سنوات فقط لممارسة مهنة في أستراليا. بعد ذلك تزوجت أمه الكابتن جيمس أندرسون، زارِع نبتة الشاي، ولكن ريدغريف كره زوج أمه كثيرًا.
ودرس في كلية كليفتون (Clifton College) وكلية ماجدالين، كامبريدج. كان مُدرسًا في مدرسة كرانلاي (Cranleigh School) بمقاطعة سري (Surrey) قبل أن يصبح ممثلاً عام 1934. هناك أصبح مخرجًا للأولاد في هاملت (Hamlet)، والملك لير (King Lear) والعاصفة (The Tempest) لكنه تمكن من لعب جميع الأدوار القيادية بنفسه. سُميت «غرفة ريدغريف» في المدرسة باسمه فيما بعد. في مبنى مدرسة غيلدفورد للتمثيل الجديد الذي افتُتِح في يناير عام 2010، يوجد أستوديو السير مايكل ريدغريف.

## حياته المهنية المسرحية
كان ظهور ريدغريف الأول الاحترافي في مسرح ليفربول في 30 أغسطس 1934 بصفته روي داروين في فيلم كانسيلر إت لو (بقلم إلمر رايس)، ثم أمضى عامين مع شركة ليفربول ريبيرتوري، وهناك قابل زوجته المستقبلية راشيل كيمبسون. تزوجا في 18 يوليو عام 1935.

### ثلاثينيات القرن العشرين
عرض تايرون غوثري على ريدغريف عملًا، فكان أول ظهور احترافي له في لندن في أولد فيك في 14 سبتمبر 1936، إذ أدى دور فرديناند في فيلم لافس ليبورس لوست (الحب مجهود ضائع). خلال عامي 1936-1937 لعب أيضًا دور السيد هورنر في مسرحية ذا كونتري وايف (الزوجة القروية)، وأورلاند في مسرحية أز يو لايك إت(كما تشاء)، ووارباك في مسرحية ذا ويتش أوف أدمنتون، وليرتيس مع الممثل لورنس أوليفيه في هاملت. كان أورلاندو ضربته للموسم. مثلت إديث إيفانز دور روزاليند، ووقع الاثنان في الحب. مثلما أوضح لاحقًا: «كانت إديث معتادة على الوقوع في الحب مع كبار النجوم، وفقط ذهبت معنا إلى أبعد من ذلك». نُقِلت أز يو لايك إت (كما تشاء) إلى المسرح الجديد في فبراير عام 1937، ثم أدى ريدغريف مرةً أخرى دور أورلاندو.
لعب دور أندرسون في مسرحية الغموض ذا بات، في مسرح السفارة في مارس عام 1937، قبل العودة إلى أولد فيك في أبريل، خلفًا لماريوس غورينغ في دور كورس في مسرحية هنري الخامس. من بين الأدوار الأخرى في ذلك العام كريستوفر درو في المسرحية الكوميدية شيب كمس هوم للمؤلف ديزي فيشر على مسرح سانت مارتن في مايو، ولاري ستار في المسرحية الكوميدية  ثري سيت أوت لفيليب ليفر على مسرح السفارة في يونيو، قبل الانضمام إلى فرقة جون غيلغد الفنية في مسرح كوينز في سبتمبر 1937 إلى أبريل 1938، إذ أدى دور بولينغبروك في مسرحية ريتشارد الثاني، وتشارلز سرفس في ذا سكول فور سكاندال (مدرسة الفضائح)، وبارون توسنباخ في ثري سيسترز (الأخوات الثلاث).
شملت الأدوار الأخرى:
- أليكسي توربين في الحرس الأبيض (أيام التوربينات بقلم ميخائيل بولغاكوف)، مسرح فينيكس في أكتوبر عام 1938.
- السيد أندرو أغويشيك في تويلفث نايت (الليلة الثانية عشرة)، فينيكس في ديسمبر عام 1938.
- هاري، لورد مونشسني في ذا فاميلي ريونيان (لم شمل العائلة)لتوماس  ستيرنز إليوت في مسرح وستمنستر في مارس عام 1939.
- هنري في سبرينغ تايم فور هنري، في جولة عام 1939.

## وصلات خارجية
- مايكل ريدغريف على موقع IMDb (الإنجليزية)
- مايكل ريدغريف على موقع الموسوعة البريطانية (الإنجليزية)
- مايكل ريدغريف على موقع روتن توميتوز (الإنجليزية)
- مايكل ريدغريف على موقع ألو سيني (الفرنسية)
- مايكل ريدغريف على موقع ميوزك برينز (الإنجليزية)
- مايكل ريدغريف على موقع تيرنر كلاسيك موفيز (الإنجليزية)
- مايكل ريدغريف على موقع أول موفي (الإنجليزية)
- مايكل ريدغريف على موقع قاعدة بيانات برودواي على الإنترنت (الإنجليزية)
- مايكل ريدغريف على موقع قاعدة بيانات برودواي على الإنترنت (الإنجليزية)
- مايكل ريدغريف على موقع قاعدة بيانات الأفلام السويدية (السويدية)